# Ayódar
Ayódar település Spanyolországban, Castellón tartományban. Ayódar Espadilla, Fanzara, Fuentes de Ayódar, Sueras, Torralba del Pinar és Villamalur községekkel határos. Lakosainak száma 182 fő (2024).

## Népesség
A település népessége az elmúlt években az alábbi módon változott:
| Lakosok száma | 241  | 225  | 227  | 234  | 212  | 188  | 172  | 159  | 158  | 182  |
|               | 2001 | 2004 | 2006 | 2009 | 2011 | 2014 | 2016 | 2019 | 2021 | 2024 |